# Can Reixac (Sant Gregori)
Can Reixac és una masia al municipi de Sant Gregori (Gironès) protegit com a bé cultural d'interès local.

## El mas
Construcció de planta rectangular desenvolupada en planta baixa i un pis. La coberta és de teula àrab a dues vessants. És construïda amb parets portants de maçoneria, actualment repicada a la façana principal. Les cantonades de l'edifici són fets amb carreus irregulars. La porta principal amb la inscripció: «24 d'abril de 1711» cisellada a la llinda; i una finestra del primer pis situada sobre la porta són emmarcades amb carreus bisellats. L'ampit de la finestra és una pedra motllurada que descansa sobre dos carreus. Per la part posterior hi ha adossat un mas més antic.
L'interior és estructurat en tres crugies perpendiculars a la façana. Actualment el sostre de la planta baixa és fet amb biguetes de ferro, que en els últims 40 anys han substituït les originals de fusta.

### El Paller

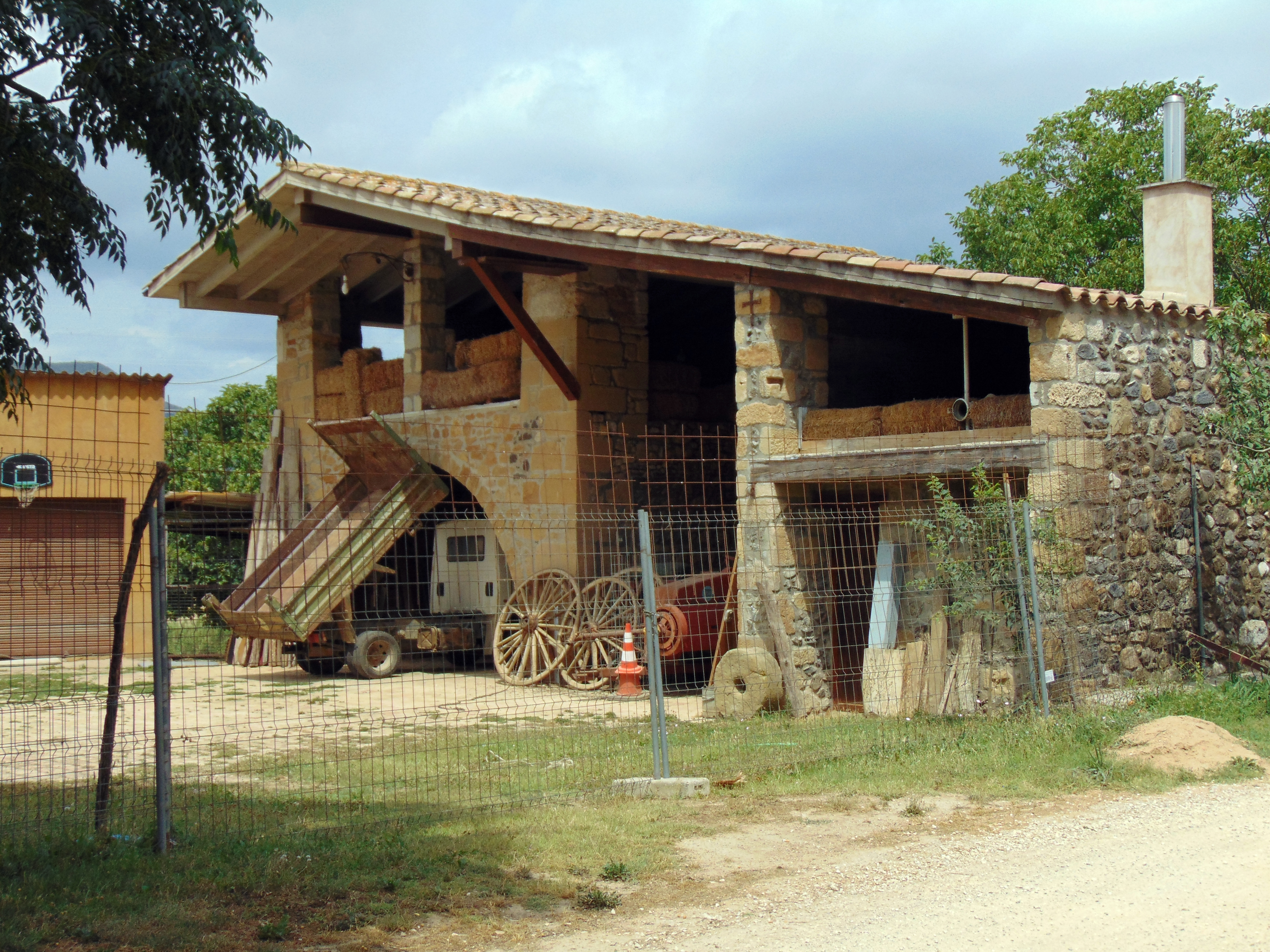

Construcció rural de planta rectangular construïda amb parets portants de maçoneria i carreus a les cantonades. Es desenvolupa en dos nivells, amb els sostres drets amb bigues de fusta i llates també de fusta. La coberta és de teula àrab a dues vessants. El bigam dels dos forjats és de doble tirada suportat per les parets portants laterals i una jàssera central de fusta. És interessant la composició de la façana principal, amb un forat en forma d'arc de mig punt fet amb carreus a la planta baixa i una obertura apaïsada amb pilar de carreus central en el pis. La columna del forat de la planta baixa és afegida posteriorment per reforçar.